# Neoscolecithrix magna
Neoscolecithrix magna är en kräftdjursart som först beskrevs av K.R.E. Grice 1973.  Neoscolecithrix magna ingår i släktet Neoscolecithrix och familjen Scolecitrichidae. Inga underarter finns listade i Catalogue of Life.